# Juan Daniel Roa
Juan Daniel Roa Reyes (Bogotà, 20 agosto 1991) è un ex calciatore colombiano, di ruolo centrocampista.

## Statistiche

### Cronologia presenze e reti in nazionale
| Cronologia completa delle presenze e delle reti in nazionale ― Colombia | Cronologia completa delle presenze e delle reti in nazionale ― Colombia | Cronologia completa delle presenze e delle reti in nazionale ― Colombia | Cronologia completa delle presenze e delle reti in nazionale ― Colombia | Cronologia completa delle presenze e delle reti in nazionale ― Colombia | Cronologia completa delle presenze e delle reti in nazionale ― Colombia | Cronologia completa delle presenze e delle reti in nazionale ― Colombia | Cronologia completa delle presenze e delle reti in nazionale ― Colombia |
| Data                                                                    | Città                                                                   | In casa                                                                 | Risultato                                                               | Ospiti                                                                  | Competizione                                                            | Reti                                                                    | Note                                                                    |
| ----------------------------------------------------------------------- | ----------------------------------------------------------------------- | ----------------------------------------------------------------------- | ----------------------------------------------------------------------- | ----------------------------------------------------------------------- | ----------------------------------------------------------------------- | ----------------------------------------------------------------------- | ----------------------------------------------------------------------- |
| 12-10-2018                                                              | Tampa                                                                   | Stati Uniti                                                             | 2 – 4                                                                   | Colombia                                                                | Amichevole                                                              | -                                                                       | 89’                                                                     |
| 17-10-2018                                                              | Harrison                                                                | Colombia                                                                | 3 – 1                                                                   | Costa Rica                                                              | Amichevole                                                              | -                                                                       | 88’                                                                     |
| Totale                                                                  |                                                                         | Presenze                                                                | 2                                                                       |                                                                         | Reti                                                                    | 0                                                                       |                                                                         |

## Palmarès

### Club

#### Competizioni nazionali
- Campionato colombiano: 3

Santa Fe: 2012-I, 2014-II, 2016-II
- Súper Liga: 3

Santa Fe: 2013, 2015, 2017

#### Competizioni internazionali
- Coppa Sudamericana: 1

Santa Fe: 2015
- Coppa Suruga Bank: 1

Santa Fe: 2016